# Грб Астраханске области
Грб Астраханске области је званични симбол једног од субјеката Руске федерације са статусом области — Астраханске области. Грб је званично усвојен 17. децембра 2001. године.

## Опис грба
Грб Астраханске области је хералдички француски штит, четвороугаоник са заобљеним угловима и зашиљеним врхом на дну. У плавом пољу штита на централном дијелу штита, налази се златна круна, која се састоји од обруча са три видљива назубљена листа и златном иитром иза које се у вис пружа пет видљивих лукова украшених бисерима. Круна је обложена у зелено. Митра се на врху завршава златном лоптом са православним крстом. 
Испод круне унутар штита, налази се слика сребрна сабља са златним рукохватом, која је усмјерена ка десној страни. Штит је крунисан краљевском круном - Астраханским шеширом.